# Hylodes otavioi
Hylodes otavioi är en groddjursart som beskrevs av Sazima och Werner C.A. Bokermann 1983. Hylodes otavioi ingår i släktet Hylodes och familjen Hylodidae. IUCN kategoriserar arten globalt som otillräckligt studerad. Inga underarter finns listade i Catalogue of Life.